# Nové Vilémovice
Nové Vilémovice (niem.  Neu-Wilmsdorf, Neuwilmsdorf, Neu Wilmsdorf) – wieś, część gminy Uhelná, położona w kraju ołomunieckim, w powiecie Jesionik, w Czechach.

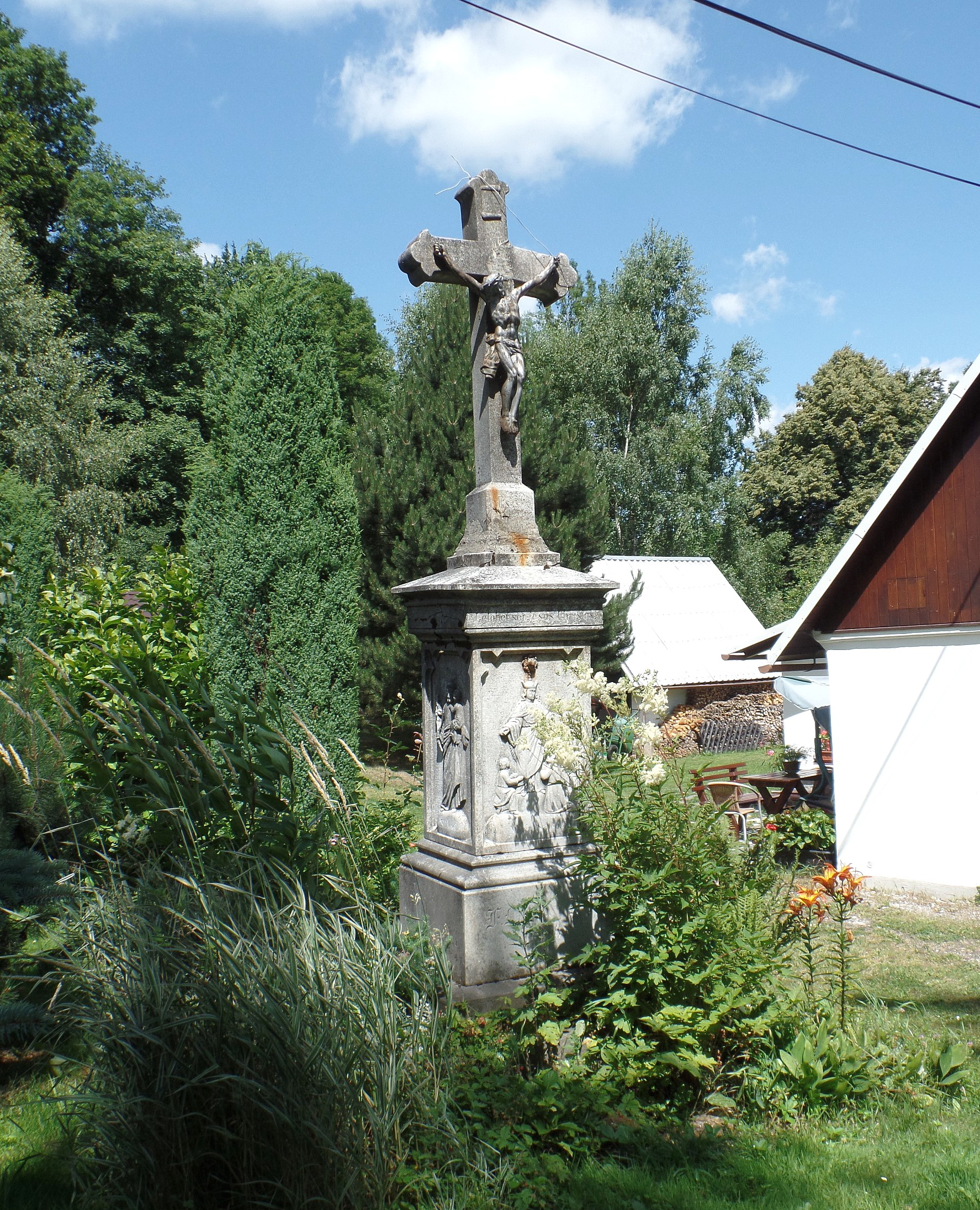
Przydrożny krzyż.